# Midsummer Madness (film, 2007)
Pour les articles homonymes, voir Midsummer Madness.
Pour plus de détails, voir Fiche technique et Distribution.
Midsummer Madness est un film letton réalisé par Alexander Hahn, sorti en 2007.

## Synopsis
Plusieurs étrangers de plusieurs nationalités arrivent en Lettonie lors des célébrations du solstice d'été et découvrent le pays sous ses aspects les plus fous...

## Fiche technique
- Titre original : Midsummer Madness (mais le film est sorti sous le titre Janu nakts en Lettonie)
- Réalisation : Alexander Hahn
- Scénario : Alexander Hahn et Alexander Mahler
- Musique : Markus Pöchinger et Boris Resnik
- Photographie : Jerzy Palacz
- Montage : Justin Krish
- Décors : Ieva Romanova
- Costumes : Thomas Oláh
- Production : Markus Fischer
- Sociétés de productions : Fischer Film, Kaupo Filma, Steve Walsh Productions, WE Project
- Pays de production :  Lettonie ; coproduction  Royaume-Uni,  Autriche,  Russie
- Langues originales : anglais, letton, français, allemand et russe
- Format : couleurs
- Genre : comédie
- Durée : 94 minutes
- Dates de sortie :
  - Allemagne : 10 février 2007 (Marche du film européen)
  - Royaume-Uni : 27 juin 2007 (Festival Film Focus à Londres)
  - Autriche : 2 octobre 2007 (première), 12 octobre 2007 (sortie nationale)
  - Lettonie : 7 novembre 2007 (première), 9 novembre 2007 (sortie nationale)
  - France : 9 mai 2008 (UGC fête l'Europe)

## Distribution
- Maria de Medeiros : Livia
- Dominique Pinon : Toni
- Chulpan Khamatova : Aida
- Tobias Moretti : Peteris
- Victor McGuire : Mike
- Detlev Buck : Axel
- Roland Düringer : Karl
- Gundars Abolins : Oskars
- Birgit Minichmayr : Maja
- Daniil Spivakovsky : Foma
- Orlando Wells : Curt

## Autour du film
- Le réalisateur, Alexander Hahn, apparaît dans le film dans le rôle d'un policier et a également été cascadeur pour certaines séquences en voiture.

- Le film a été tourné en Lettonie (notamment à Riga et à Lilaste) mais aussi en Lituanie (dont la scène de la Colline des Croix à Šiauliai) et en Autriche.

## Distinctions
- Festival international du film de Sofia 2008 : nomination pour le Grand Prix